# Миллс, Пат
Пат Миллс (англ. Pat Mills, род. 1949 г.) — британский писатель, сценарист комиксов и графических новелл. За большой вклад в комикс индустрию его также называют крёстным отцом британского комикса.

### Избранная библиография
- Shadowslayer: «La marque de Mélanikus» (с соавтором Тони Скиннером и художником Эриком Ларноем, 1995)

- Sha (художник Оливье Ледруа):
  1. The shadow one (1996)
  2. Soul Wound (1997)
  3. Soul Vengeance (1998)

- Requiem Chevalier Vampire (художник Оливье Ледруа):
  1. Résurrection (2000)
  2. Danse macabre (2001)
  3. Dracula (2002)
  4. Le Bal des vampires (2003)
  5. Dragon blitz (2004)
  6. Hellfire Club (2005)
  7. Le Couvent des Sœurs de Sang (2007)
  8. La Reine des Âmes Mortes (2008)

- Claudia Chevalier Vampire (художник Френк Тацито):
  1. «La Porte des Enfers» (2004)
  2. «Femmes Violentes» (2006)
  3. «Opium rouge» (2007)

- Broz (художник Адриан Смит):
  1. «L’arme soeur» (2005)
  2. «Recherché… Mort ou vif!» (2005)
  3. «Le tyran de Skadar» (2006)

- Biankha: «Princesse d’Egypte» (с Билиджаной Рузиканин и Синтией де Фелис, 2006)